# Episodi di Marcus Welby (terza stagione)
La terza stagione della serie televisiva Marcus Welby è stata trasmessa in anteprima negli Stati Uniti d'America dalla ABC tra il 14 settembre 1971 e il 14 marzo 1972.
| nº | Titolo originale                                                  | Titolo italiano | Prima TV USA      | Prima TV Italia |
| -- | ----------------------------------------------------------------- | --------------- | ----------------- | --------------- |
| 1  | Tender Comrade                                                    |                 | 14 settembre 1971 |                 |
| 2  | A Portrait of Debbie                                              |                 | 21 settembre 1971 |                 |
| 3  | In My Father's House                                              |                 | 28 settembre 1971 |                 |
| 4  | I Can Hardly Tell You Apart                                       |                 | 5 ottobre 1971    |                 |
| 5  | This Is Max                                                       |                 | 12 ottobre 1971   |                 |
| 6  | Men Who Care (Part 1)                                             |                 | 19 ottobre 1971   |                 |
| 7  | Ask Me Again Tomorrow                                             |                 | 26 ottobre 1971   |                 |
| 8  | Don't Phase Me Out                                                |                 | 2 novembre 1971   |                 |
| 9  | Echo from Another World                                           |                 | 9 novembre 1971   |                 |
| 10 | The Best Is Yet to Be                                             |                 | 16 novembre 1971  |                 |
| 11 | A Yellow Bird                                                     |                 | 23 novembre 1971  |                 |
| 12 | They Grow Up                                                      |                 | 30 novembre 1971  |                 |
| 13 | Of Magic Shadow Shapes                                            |                 | 7 dicembre 1971   |                 |
| 14 | Cross-Match                                                       |                 | 14 dicembre 1971  |                 |
| 15 | The Basic Moment (Part 1)                                         |                 | 4 gennaio 1972    |                 |
| 16 | The Basic Moment (Part 2)                                         |                 | 11 gennaio 1972   |                 |
| 17 | All the Pretty People                                             |                 | 25 gennaio 1972   |                 |
| 18 | I'm Really Trying                                                 |                 | 1º febbraio 1972  |                 |
| 19 | Is It So Soon That I Am Done for - I Wonder What I Was Begun For? |                 | 8 febbraio 1972   |                 |
| 20 | Just a Little Courage                                             |                 | 15 febbraio 1972  |                 |
| 21 | Don't Talk About Darkness                                         |                 | 22 febbraio 1972  |                 |
| 22 | Once There Was a Bantu Prince                                     |                 | 29 febbraio 1972  |                 |
| 23 | A Taste of Salt                                                   |                 | 7 marzo 1972      |                 |
| 24 | Solomon's Choice                                                  |                 | 14 marzo 1972     |                 |